# 더부스
더부스 브루잉(영어: The Booth Brewing Co.)은 대한민국의 맥주회사이다. 2013년 서울특별시 용산구 이태원동 경리단길에 피자 겸 맥주 가게를 시작으로, 2015년 양조장을 설립하였다. 회사는 다니엘 튜더, 김희윤, 양성후가 설립하였다.

## 제품
- 대동강 페일에일 (대강 페일 에일)
- ㅋ
- 긍정신 레드에일
- 끝까지 IPA
- 국민 IPA
- 가지마 IIPA
- .(쩜) 스타우트
- 트랜스 포터
- 멍멍멍 스타우트
- 흥맥주
- 치믈리에일
- 비티비어